# Bénévol
Bénévol, de son vrai nom Francesco Luigi Maria Benevole, est un prestidigitateur, acrobate, clown musicien italien naturalisé français en 1927, né le 15 juillet 1865 à Plaisance et mort le 29 mai 1939 à Nice.

## Biographie

### Enfance et formation
Né à Plaisance en Italie le 15 juillet 1865, Francesco est confié à sa grand-mère quand son père, Bernardo Benevole, qui vendait des étoffes dans l’échoppe familiale, rejoint avec son épouse Maria la troupe du théâtre ambulant animée par ses oncles et cousins. Il rejoint ses parents lorsqu'ils montent leur propre théâtre, le « Teatro Bernardo Benevole », et partage alors la vie de la troupe.

### Pseudonyme
En 1894 la troupe est de passage à Lyon lors de l'assassinat de Sadi Carnot par l'Italien Caserio. Pour échapper à la vague d'antipathie des Français à l'égard des Italiens, il décide de franciser son nom en François Bénévol et pour justifier son accent méditerranéen de se faire passer pour Mexicain jusqu’à la fin de sa vie. 

### Succès
Il présente quelques tours de prestidigitation et surtout une auto-décapitation accompagnée d’effets saisissants et d’éclaboussures de faux sang. Son commerce prospère et il se présente comme « Professeur » Benevole.
En 1899, il ouvre le "Théâtre-salon Bénévol". Il organise des tournées très populaires qui regroupaient "le mystérieux Professeur Robertson" (magicien), "la prodigieuse visionnaire Lucile", "Delson le mystérieux", "la Gitane Jeniska" (voyante), Inaudi ("le plus grand calculateur mental de tous les temps"), Roskoff.
Auréolé de succès féminins, il menait joyeuse vie, partagée entre ses tournées en France, en Belgique, au Luxembourg, en Algérie, au Maroc, et les séjours dans sa propriété à Fontaine-sur-Somme.

À la suite d'un accident qui lui broie le bras, il renonce à la prestidigitation en 1930 mais continue d'animer ses spectacles.

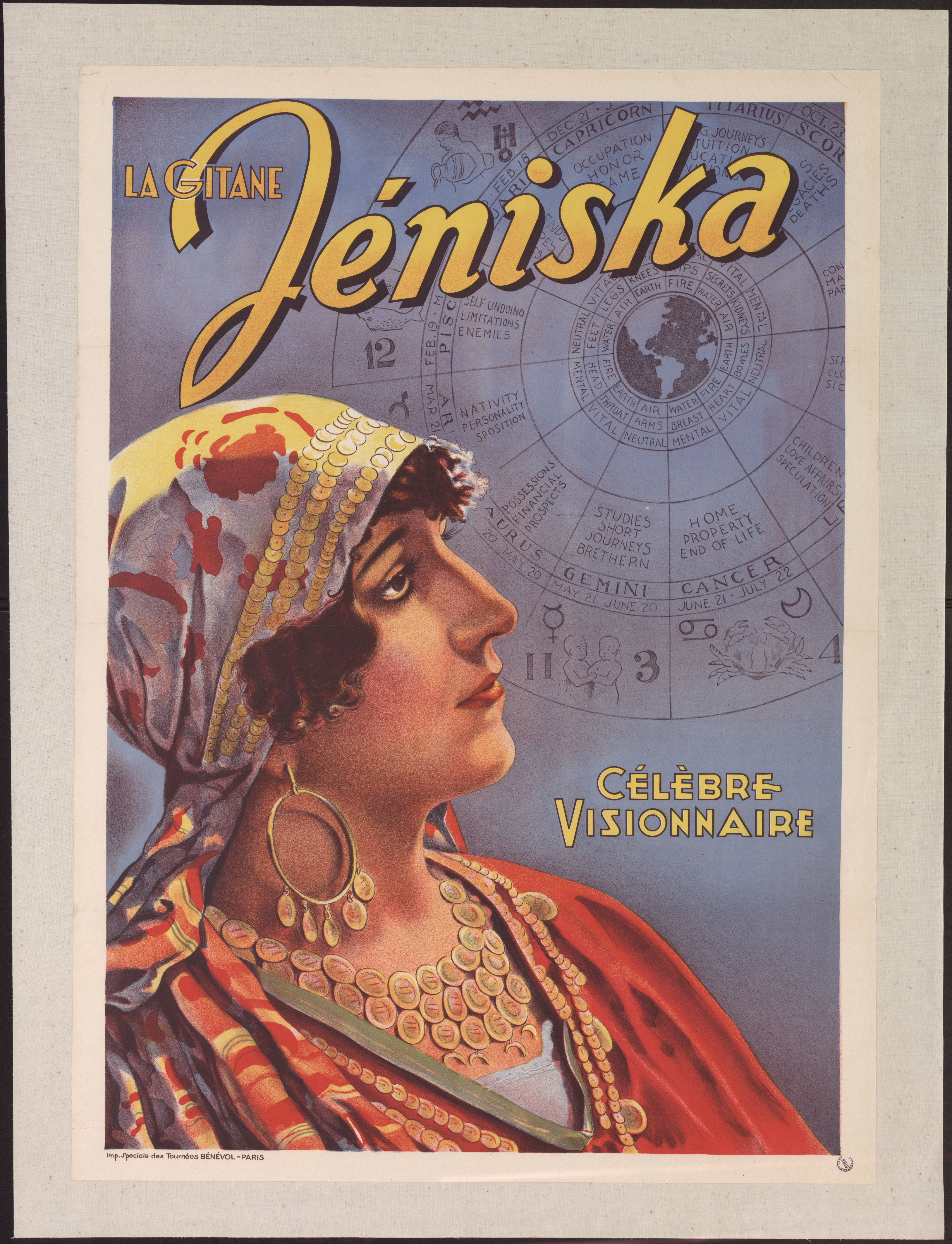
La Gitane Jéniska. Bibliothèque du patrimoine de Clermont-Ferrand.
Tournée Bénévol. Bibliothèque du patrimoine de Clermont-Ferrand
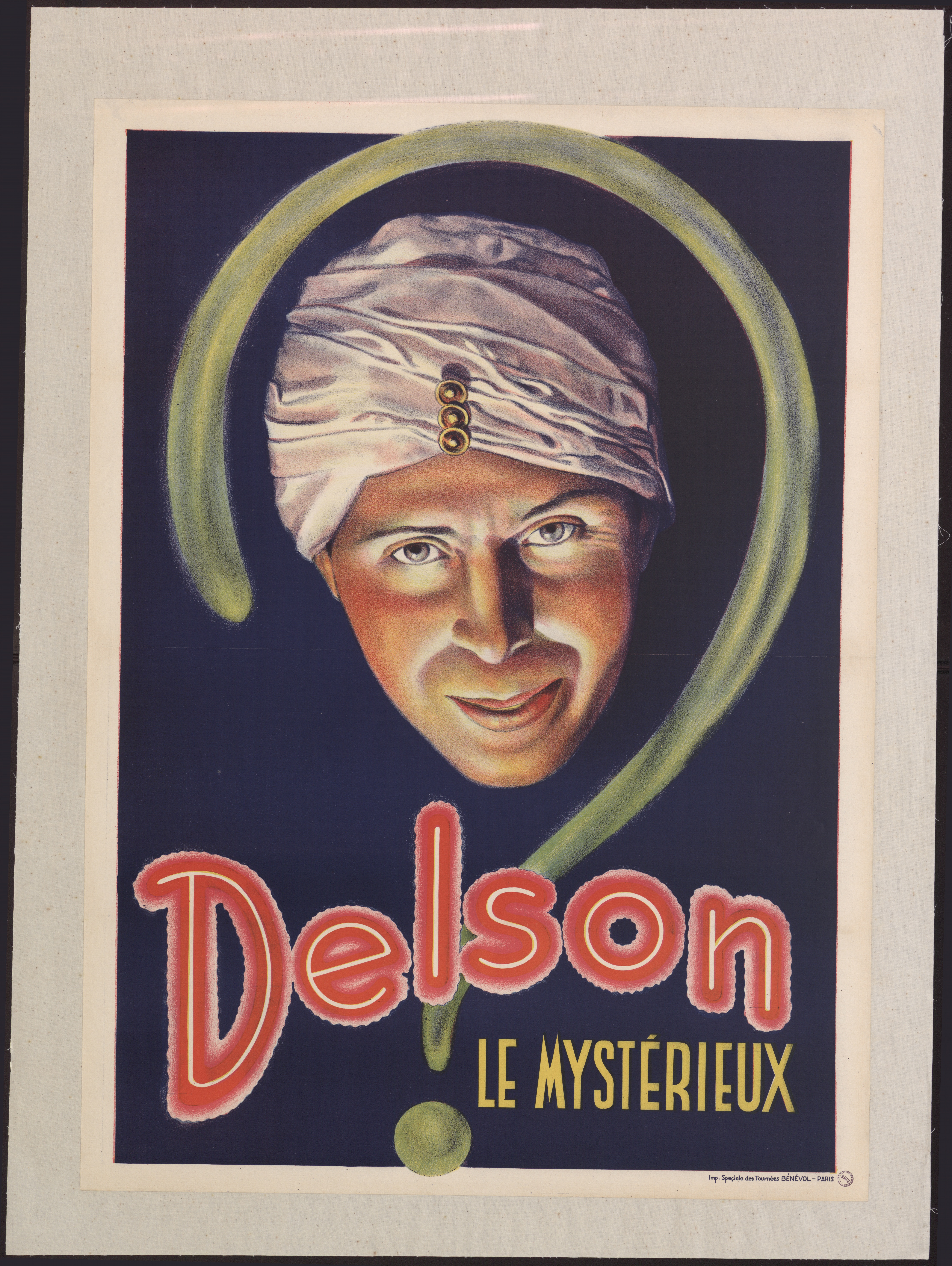
Delson le mystérieux. Bibliothèque du patrimoine de Clermont-Ferrand.
Le coupeur de têtes. Bibliothèque du patrimoine de Clermont-Ferrand

### Mort
Il meurt d'une embolie pulmonaire à Nice le 29 mai 1939.

### Vie de famille
Sa fille Marie participe au spectacle de son père lorsqu'elle est enfant, puis devient saltimbanque indépendante. En 1940, au hasard de l'exode, elle s'installe à Pessat-Villeneuve, près de Riom et y reste jusqu'à  sa mort en 1987.

## Don Bénévol
En 1982, Marie Bénévol fait don à la Ville de Clermont-Ferrand de l'essentiel du matériel utilisé par son père : costumes, affiches, courrier, accessoires de scène (deux camions de matériel).  Une exposition est organisée par les musées d'Art de la ville de Clermont-Ferrand en 1982.